# Traktat Unkiar-Iskielessi
Traktat Unkiar-Iskielessi – porozumienie zawarte w lipcu 1833 roku pomiędzy osłabionym Imperium Osmańskim a Imperium Rosyjskim, które doprowadziło nasilenia rywalizacji rosyjsko-brytyjskiej.
Muhammad Ali, władca Egiptu i jednocześnie wasal sułtana tureckiego Mahmuda II w 1831 rozpoczął wojnę ze swym seniorem (Bunt przeciwko sułtanowi). W Europie powstały dwa bloki zorientowane przez wojną egipsko-turecką: proturecki z Rosją cara Mikołaja I oraz proegipski z Wielką Brytanią oraz Francją.
Po zwycięskiej bitwie pod Konyą w grudniu 1832 wojska Muhammada Alego skierowały się na Stambuł. Porta chyliła się ku upadkowi, a mocarstwa zachodnie nie reagowały na prośby o pomoc z jej strony. Wobec ich bierności sułtan zmuszony był zwrócić się do niedawnego rywala, Rosji – niechętnej posiadaniu silniejszego rywala w miejsce słabej Porty. Na początku 1833 roku flota rosyjska wpłynęła do Bosforu dokonując desantu 40 tysięcy żołnierzy, którzy obozowali w dolinie Unkiar-Iskielessi zabezpieczając dostęp do stolicy.
Wkrótce podpisany został pokój w Kutahyi, na mocy którego Muhammad Ali otrzymywał dożywotnio Palestynę, Syrię oraz Arabię i Kretę. Wojska rosyjskie miały przebywać w Turcji do chwili przekroczenia przez Egipcjan gór Taurus.
Pomagając sułtanowi Petersburg chciał uzyskać zgodę na swobodny ruch swych okrętów przez cieśniny: Dardanele i Bosfor. Przywilej ten dałby Rosji możliwość przekształcenie Morza Czarnego w wewnętrzny akwen oraz szansę ekspansji ekonomicznej i politycznej w obrębie Morza Śródziemnego.
W lipcu 1833 roku w Unkiar-Iskielessi podpisano traktat, który oficjalnie potwierdzał wcześniejsze ustalenia pokoju adrianopolskiego i stanowił pakt obronny Rosji i Porty. Jednak zawierał tajny artykuł – który wnet wyciekł – wedle którego Rosja uzyskała wpływ na politykę Porty, z kolei Turcja miała zamykać Dardanele dla okrętów innych państw. W opinii państw zachodnich Imperium Osmańskie stawało się protektoratem, bowiem sułtan – jak to wyraził lord Heytesbury, brytyjski ambasador w Sankt Petersburgu – stał się „podległy rozkazom cara, jak książęta Indii poleceniom wydawanym przez Kompanię Wschodnioindyjską”, a Rosja mogła dalej realizować własną politykę podporządkowywania słabej Turcji kreśloną przez Karla Nesselrode.
Po stronie Rosji stanęły Austria oraz Prusy, natomiast przeciwnikami pozostały Wielka Brytania i Francja, które jeszcze w czasie walk po początkowym zawahaniu wysłały swe floty w okolice Dardaneli oraz pośredniczyły w negocjacjach sułtana i Alego. Do rozładowania napięć między mocarstwami zachodnimi a Rosją doszło w 1841 po podpisaniu traktatu londyńskiego.